# Песешет
Песешет (егип. psš.t) — древнеегипетская женщина-врач, акушер, одна из первых врачевательниц в истории. Жила при V или VI династиях Древнего царства (ок. 2350—2320 до н. э.). Носила титулы «главный врач» (mr swn-nw-t), «руководитель жрецов мумификации» (imy-r hem-ka). Большинство египтологов склонны считать Песешет главным врачом среди женщин, поскольку в Древнем царстве женщина, скорее всего, не могла руководить врачами-мужчинами.
Ей посвящена стела на плато Гиза в гробнице, предположительно, её сына писца Ахетхотепа. На ложной двери также указано имя Канефер — им мог быть муж Песешет.